# 哈莫尼 (印第安納州)
哈莫尼（英語：Harmony）是一個位於美國印地安納州克萊縣的城鎮。

## 地理
哈莫尼的座標為39°32′07″N 87°04′26″W / 39.53528°N 87.07389°W，而該地的平均海拔高度為219米（即719英尺）。

## 人口
根據2010年美國人口普查的數據，哈莫尼的面積為1.93平方千米，當中陸地面積為1.93平方千米，而水域面積為0.00平方千米。當地共有人口861人，而人口密度為每平方千米446人。